# Interhotel Zlín
Interhotel Zlín (dříve Baťův Společenský dům, po válce Interhotel Moskva) je jedenáctipodlažní hotel na náměstí Práce v centru Zlína. Stavba byla započata v červenci 1931 podle studie architekta Miroslava Lorence. Po Lorencově odchodu od firmy Baťa převzal stavbu architekt Vladimír Karfík a podle jeho projektu byla budova dokončena. V prosinci 1932 byl slavnostně zahájen provoz a v letech 1933-1934 byly předávány do užívání postupně dokončované prostory rozsáhlé budovy. Nosná konstrukce je železobetonová s použitím standardního modulu 6,15 × 6,15 m.
Hotel prošel v roce 2015 rozsáhlou interiérovou rekonstrukcí. Hotel je nyní kongresové centrum s výhodnou polohou v centru Zlína. Nově zrekonstruovaný hotel splňuje požadavky kategorie 4**** a nabízí moderní pokoje a konferenční zázemí. Hotel také nabízí dva kongresové sály a pět salonků.
Hotel dále nabízí irskou restauraci SteakHouse Legenda, restauraci Bohémia a Bowling Pizza s třemi bowlingovými dráhami.
Interhotel Zlín nese své nové jméno od března roku 2022, v souvislosti s válkou na Ukrajině.  "Nepřejeme si, aby jméno hotelu bylo spojováno s touto neomluvitelnou agresí, zcela nepřijatelnou pro nás i celou moderní společnost", uvedla ředitelka Interhotelu Zlín.